# Ramón Sampedro

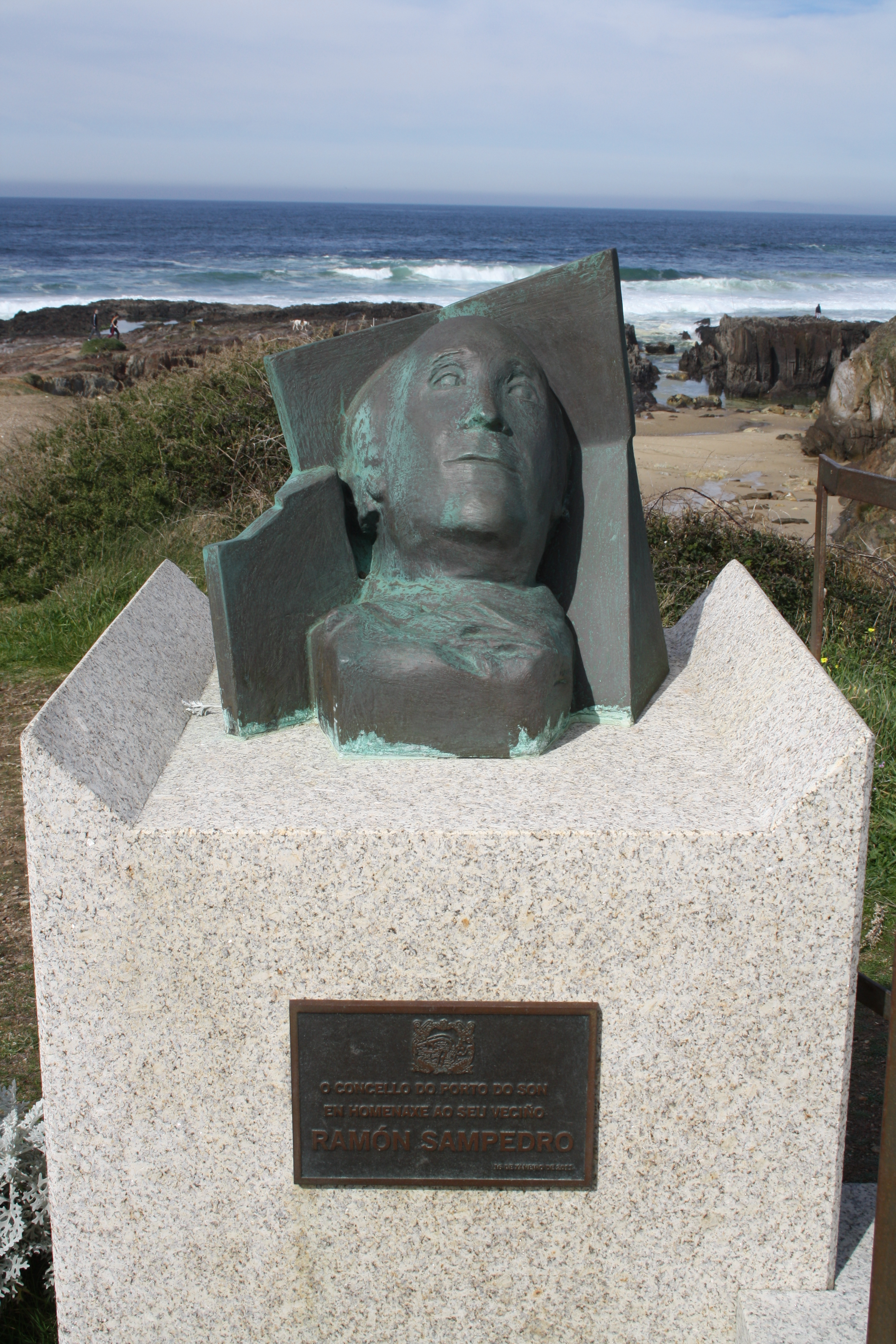
Ramón Sampedro.

Ramón Sampedro Cameán (Porto do Son, 5 gennaio 1943 – Boiro, 12 gennaio 1998) è stato uno scrittore spagnolo, attivista per il riconoscimento legale del diritto all'eutanasia in Spagna.

## Biografia
Pescatore galiziano, rimase paralizzato a 25 anni in seguito ad un incidente dovuto ad un tuffo dalla Praia das Furnas, Xuño di Porto do Son e passò gli altri 29 anni della sua vita a scrivere poesie e chiedere il suicidio assistito.

### La lotta per morire

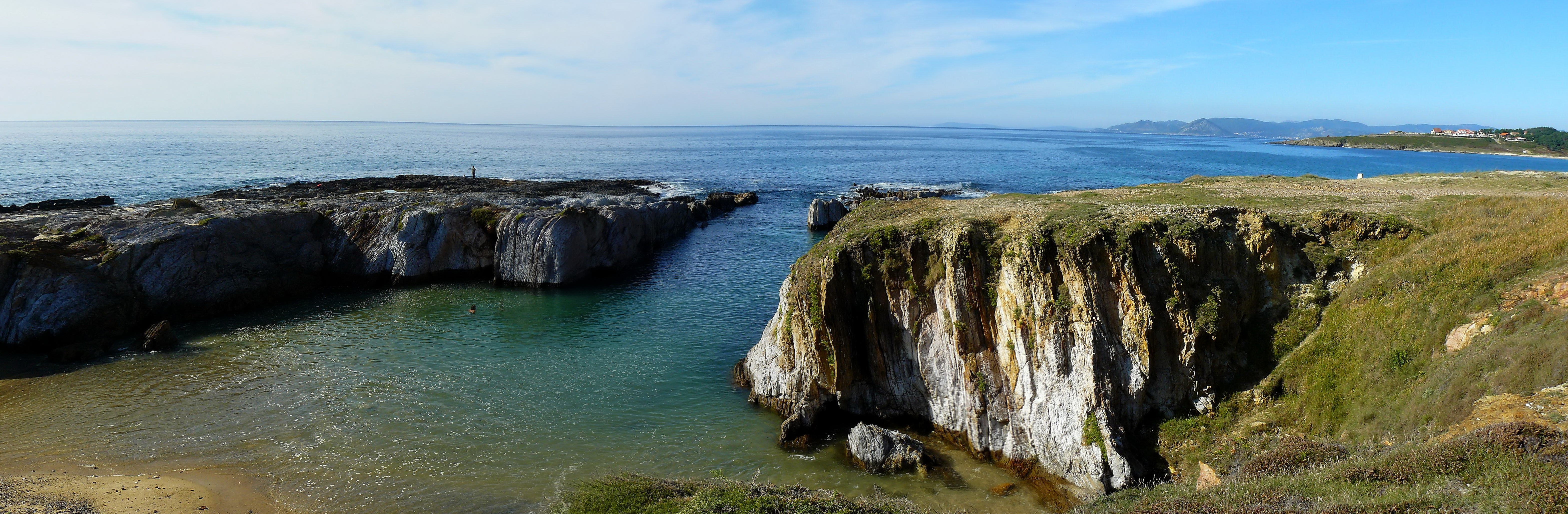
Praia das Furnas, Xuño di Porto do Son.

Le sue argomentazioni enfatizzavano il fatto che lui fosse assolutamente certo della sua decisione di morire ma, a causa della tetraplegia, non era in grado di suicidarsi senza aiuto. Sostenne che il suicidio è un diritto e che tale diritto gli era negato per cui intentò una causa legale (la prima di questo tipo in Spagna), tentando di vedersi riconosciuta legalmente la possibilità di ricevere assistenza per porre fine alla sua vita. La sua petizione venne rigettata e i giudici specificarono che chiunque lo avesse aiutato a morire avrebbe commesso un reato.

### La morte
Sampedro morì il 12 gennaio 1998 a Boiro, avvelenato da cianuro di potassio. Molti giorni dopo una sua amica, Ramona Maneiro, fu arrestata con l'accusa di averlo aiutato a suicidarsi, ma venne rilasciata per insufficienza di prove. In seguito nessun'altra accusa venne più formulata per la morte di Sampedro. Nel 2005, dopo la decorrenza dei termini di prescrizione, Ramona Maneiro partecipò a un talk show, e ammise di aver procurato a Sampedro il cocktail al cianuro e una cannuccia. Disse inoltre di aver ripreso con la videocamera le ultime parole di Ramón e di essere stata nella stanza quando lui morì, affermando di aver fatto tutto per amore.

### Le opere
Sampedro scrisse due libri: Cartas desde el Infierno (Lettere dall'inferno), una raccolta di scritti pubblicata nel 1996, e il poema in gallego Cando eu caia (Mentre cadevo), pubblicato postumo nel 1998.

### Mare dentro
La storia di Sampedro è stata raccontata nel 2004 dal film Mare dentro, che ha ricevuto attenzione internazionale e vinto, tra gli altri, il Premio Oscar per il miglior film straniero, il Golden Globe per il miglior film straniero e il Gran premio della Giuria al Festival di Venezia.